# Приморські Альпи (римська провінція)
44°34′20″ пн. ш. 6°29′37″ сх. д. / 44.572361111111° пн. ш. 6.4935833333333° сх. д.
Приморські Альпи (лат. Alpes Maritimae) — провінція Римської імперії, одна з трьох невеликих провінцій, що знаходилися в Альпах, на кордоні сучасних Франції та Італії. Основним призначенням цих провінцій було підтримання в порядку доріг через альпійські перевали. Приморські Альпи межували з Нарбонською Галлією на заході, Котськими Альпами на півночі та Італією на сході. Провінція була заснована Октавіаном Августом у 14 до н. е. зі столицею в Цеменелумі (лат. Cemenelum, зараз район Ніцци у Франції). Проіснувала до 476 року.
Після реформи Діоклетіана провінція розширюється за рахунок Нарбонської Галлії та Котських Альп і входить в префектуру Ґалліарум.